# Història de Lesotho

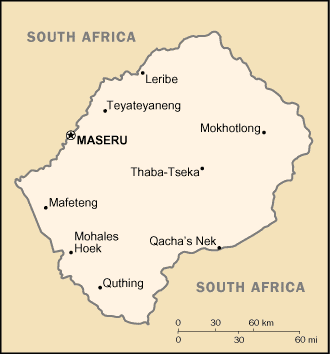
Mapa de Lesotho

La història de Lesotho comença amb l'arribada de tribus boiximanes que van habitar durant almenys 40.000 anys en aquesta regió muntanyosa del sud del continent africà al cor de Sud-àfrica.
Durant el segle xvi va arribar una nova onada d'emigrants, els basotho, que es van establir al territori i van perseguir als boiximans. El 1868 per protegir-se dels atacs dels colons bòers, els sotho van recórrer a la protecció dels britànics, que van crear el protectorat de Sotholàndia. El 1966 aquest protectorat va esdevenir un estat independent conegut amb el nom de Regne de Lesotho.

## Els boiximans
Els boiximans i els pobles Khoikhoi que es van instal·lar a les muntanyes de l'actual territori de Lesotho eren un poble de caçadors-recol·lectors. Durant milers d'anys van portar una existència nòmada, realitzant intercanvis periòdics amb altres tribus. No obstant això, des de finals del segle xvi i començaments del XVII diverses tribus d'ètnia bantu van arribar al sud d'Àfrica i van començar a colonitzar les muntanyes del centre de l'actual Drakensberg, on vivien els boiximans.

## L'expansió bantu

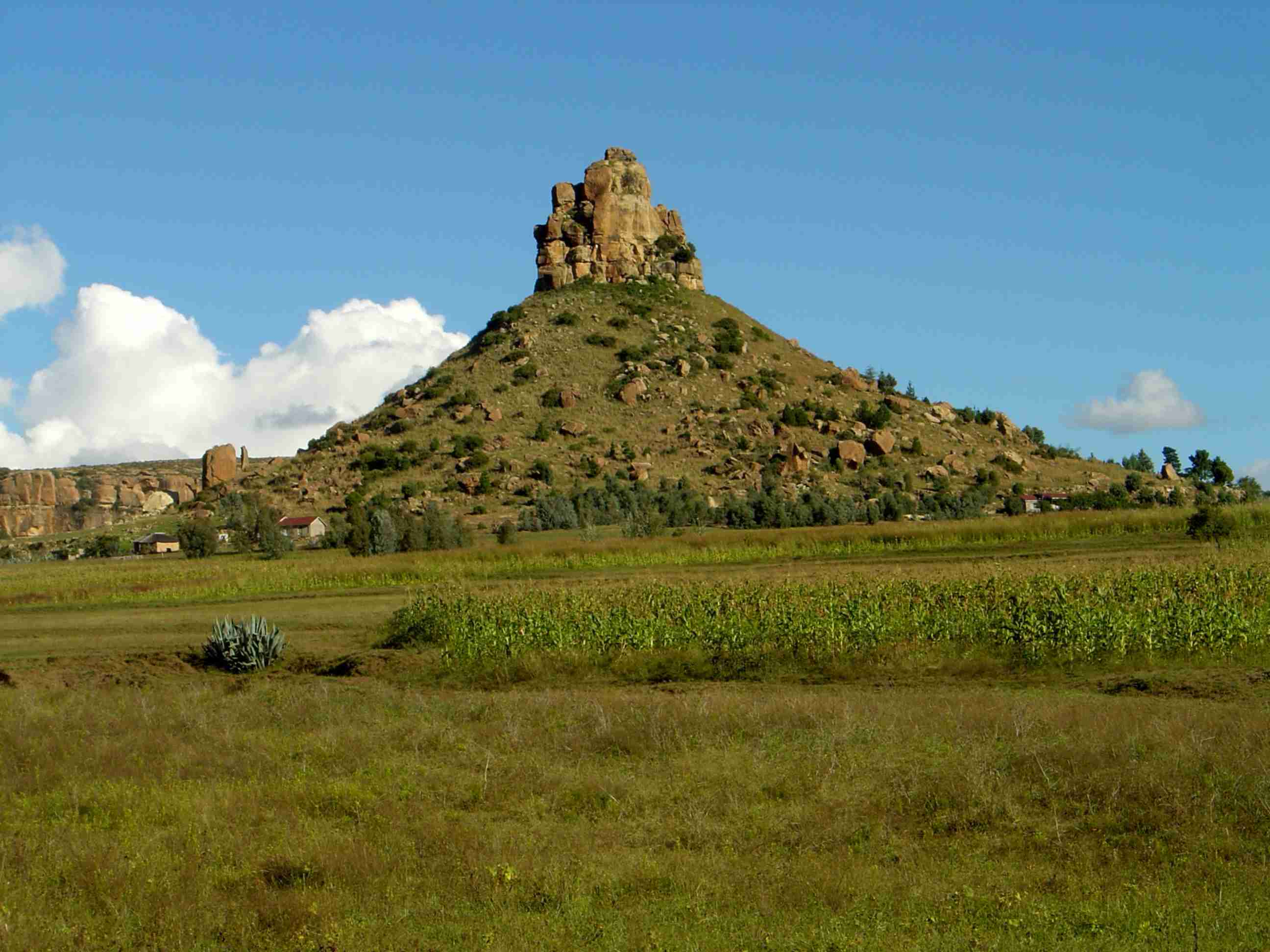
Paisatge de Lesotho

Els pobles bantus que es van assentar en el territori de Lesotho i la zona circumdant parlaven un dialecte únic, el sotho del sud, i es feien anomenar els basotho. La invasió sotho va provocar una pressió cada vegada més gran sobre els boiximans de la zona. Les tribus sotho estaven organitzades en regnes independents que realitzaven intercanvis comercials i que a vegades guerrejaven entre si.
No obstant això, des de principis del segle xix l'amenaça de les tribus zulus procedents de Zululàndia com a part del seu "Lifaqane" o "Mfecane" (migració de conquesta) van atacar als pobles sotho que van trobar en la seva migració cap a l'oest i el nord. Poc després del començament de les migracions zulus van arribar els primers colons blancs d'origen holandès o "Voortrekkers", alguns dels quals van rebre l'hospitalitat dels sotho en els seus viatges d'exploració del sud d'Àfrica. Els relats dels Voortrekkers descriuen que davant la pressió dels zulus, que van cremar i van devastar les terres, obligant als sotho a retirar-se cap a Lesotho i a buscar refugi a les muntanyes Maloti, on van resistir als atacs dels seus enemics. No obstant això, Norman Etherington, en el seu llibre The Great Treks: The Transformation of Southern Africa, 1815-1854 afirma que no hi va haver enfrontaments entre zulus i sotho.
A partir de la dècada de 1820 Moshoeshoe I, cap de la tribu kwena (cocodril), va tractar d'unificar sota el seu comandament les vint tribus dels sotho del sud. Va pactar amb els missioners protestants francesos Thomas Arbousset, Eugène Casalis i Constant Gosselin de la Societat de missions evangèliques de París (aquesta societat missionera havia estat constituïda a París el 4 de novembre de 1822). L'evangelització i cristianització del territori sotho va començar el 28 de juny de 1833 amb l'arribada d'Arbousset, Casalis, i Gosselin al territori de Moshoeshoe ("Moschesch" en francès), que va introduir entre els sotho una influència "occidental" molt intensa, especialment amb la creació d'una escola teològica per formar els "nadius evangelistes" que ajudarien els missioners, però a més de l'escola teològica també es van instal·lar una escola industrial, una impremta i una biblioteca que van proporcionar un major avanç tecnològic als sotho que a les tribus veïnes.
En la dècada de 1850 el regne de Moshoeshoe va ser amenaçat per l'expansió dels colons bòers que havien fundat l'Estat Lliure d'Orange a les seves fronteres. Els bòers es van instal·lar en la pròspera vall de Caledon. Malgrat inicials intercanvis cordials entre el rei dels sotho i el govern de l'Estat Lliure d'Orange, les relacions van degenerar en la Primera Guerra Basotho en 1858. Els sotho es van atrinxerar a la regió de Thaba Bosiu i el rei Moshoeshoe, amb el consell dels missioners francesos i suïssos (especialment d'Adolphe Mabille), va enviar una ambaixada a la Gran Bretanya per demanar la protecció dels britànics per a ell i el seu poble
Els britànics van establir un protectorat pels sotho, però aquests van perdre la meitat de la vall de Caledon (amb un 50% de terres cultivables), que va esdevenir la frontera entre el regne sotho i la república bòer.

## El protectorat britànic
El protectorat britànic sobre el regne sotho al si de l'imperi colonial de la Gran Bretanya va ser formalment establert el 1868 amb el nom de Sotholàndia.
El 1871 Sotholàndia va ser situat administrativament sota el control de la colònia del Cap, contra la voluntat dels sotho, que es van revoltar el 1881. La rebel·lió va acabar amb un acord general entre britànics i sotho, que garantia als sotho que cap colon blanc podria adquirir terres en el seu regne i el retorn del control del territori directament al govern britànic el 1884.
A partir de 1906 Sotholàndia va ser administrada amb els protectorats britànics de Swazilàndia i Betxuanalàndia per la mateixa administració colonial sota l'autoritat d'un únic alt comissari britànic. No obstant això, els caps tribals van conservar enorme poder. Alhora, els projectes de desenvolupament colonial van ser gairebé inexistents, ja que l'únic objectiu dels britànics era mantenir la pau civil esperant una hipotètica adhesió dels tres protectorats a la colònia de Sud-àfrica.
El 1910 l'Acta Sud-africana d'Unió, que posava els fonaments de la Unió Sud-africana, preveia també la integració de Sotholàndia en el nou domini. No obstant això, els sotho (i els altres dos protectorats) van preferir conservar la seva autonomia i no van ser annexionats.
El desenvolupament de l'educació dels nadius va quedar en mans de les missions cristianes fins a la dècada de 1950, mentre que les elits locals van ser educades a la universitat de Fort Hare a Sud-àfrica. El 1946 els catòlics van fundar a Sotholàndia la universitat de Roma, que va estendre l'educació superior a totes les classes.
El 1960 el Partit del Congrés dels Basotho (Basotho Congrés Party) (PCB), vinculat amb el Congrés Nacional Africà va celebrar les primeres eleccions generals de Sotholàndia. Des de 1965 aquest partit va passar a l'oposició davant la victòria del Partit Nacional Basotho (Basotho National Party) (PNB) del cap Joseph Leabua Jonathan, un polític catòlic-conservador recolzat pel Regne Unit i Sud-àfrica.
El 4 d'octubre de 1966 Sotholàndia va esdevenir un estat independent, prenent el nom de Regne de Lesotho. El país estava governat per una monarquia constitucional amb un parlament bicameral consistent en un senat i una assemblea nacional elegida per sufragi.

## El Regne de Lesotho

Bandera nacional de Lesotho (1966-1987).

Després de la independència, la vida política del país va estar marcada per l'oposició entre els partidaris d'un règim militar, monarquia, democràcia parlamentària i un govern socialista. No obstant això, a mesura que les institucions del país s'estabilitzaven, el règim va derivar cap a una monarquia tradicionalista. El rei de Lesotho era el cap suprem dels sotho, Moshoeshoe II i Joseph Leabua Jonathan era el primer ministre del govern. No obstant això les prerrogatives reials eren molt limitades, encara que el rei podia designar onze dels trenta-tres senadors del parlament.
Com que el territori de Lesotho es troba envoltat per Sud-àfrica, el país es trobava completament dependent del seu veí, i encara que els sotho van rebutjar la política de l'apartheid, no podien permetre elevar massa crítiques ni mantenir una excessiva tensió política amb el govern sud-africà.
Des de la independència de Lesotho el govern va començar a mostrar poca consideració per la democràcia, dispersant per la força les reunions del Partit del Congrés dels Basotho (PCB) de Ntsu Mokhehle. El mateix monarca va ser confinat a la seva residència.
El 1970 el govern de Lesotho va començar a evolucionar cap a l'autoritarisme i la dictadura. Les eleccions previstes per al gener, i que semblaven indicar una derrota del partit governamental, van ser anul·lades amb acusacions d'irregularitats i es va declarar un estat d'emergència. El rei es va exiliar als Països Baixos durant mesos mentre que el primer ministre Joseph Jonathan va suspendre la constitució i el parlament, relegant el rei a una posició honorífica. Els partits de l'oposició van ser prohibits i els seus líders arrestats.
Es va formar un parlament directament controlat per Joseph Jonathan, que va governar reprimint tota oposició amb l'ajuda tècnica de Sud-àfrica. La mateixa oposició estava dividida. Ntsu Mokhehle va cridar a la lluita armada dels sotho, però no va obtenir molt seguiment.
A finals de la dècada de 1970, contra tota previsió, Joseph Jonathan es va aproximar als països del bloc soviètic. El 1979 Moçambic i Cuba van obrir representacions diplomàtiques a Maseru. Van ser seguides per les delegacions de la Unió Soviètica i de la Xina, que desitgen establir posicions a Sud-àfrica. Lesotho també es va convertir en un refugi per als militants anti-apartheid del Congrés Nacional Africà.
Aquests sobtats canvis diplomàtics van provocar la sorpresa del govern de Pretòria, que immediatament va començar a donar suport als guerrillers antigovernamentals de Ntsi Mokhehle a Lesotho a partir de 1982.
Joseph Jonathan va aconseguir escapar a diversos atemptats contra la seva vida i en represàlia va començar a donar suport a accions contra l'apartheid sud-africà. El primer ministre de Lesotho va fer diversos viatges a Corea del Nord, Romania i Bulgària, que van inquietar als governs occidentals i a l'Església Catòlica. Dins de la mateixa dictadura de Lesotho es van multiplicar les desaprovacions i Sud-àfrica va començar a donar suport al "Partit Democràtic Unit" de Charles Molefe, que va ser percebut com una alternativa més creïble que Mokhehle al govern de Jonathan.
El 19 de desembre de 1985 un grup sud-africà va assassinar nou activistes del Congrés Nacional Africà a Maseru. Joseph Jonathan va protestar i va demanar el suport dels països no alineats. El 23 de desembre un atemptat comès per membres del CNA en represàlia va matar cinc persones a Amanzimtoti a Natal. Sud-àfrica va iniciar llavors un bloqueig comercial i financer contra Lesotho amb la intenció que les oficines del CNA al país fossin tancades i els seus representants expulsats.
Joseph Jonathan va realitzar diverses concessions, però va ser massa tard. El 19 de gener de 1986 la dictadura va ser enderrocada per un cop d'estat militar recolzat per Sud-àfrica i dirigit pel general Justin Lekhanya (Jonathan es va refugiar ni més ni menys que a Sud-àfrica). El seu primer gest va ser emetre un decret retornant els poders executius i legislatius al rei Moshoeshoe II, que havia romàs al marge del cop d'estat. El país va quedar sota el govern d'un Consell Militar dirigit pel general Lekhanya en coordinació amb el rei i un govern civil nomenat pel monarca.

Bandera nacional de Lesotho (1987-2006).

Justin Lekhanya era un home conservador i estretament pròxim al govern sud-africà. Va fer expulsar uns cent militants del CNA sud-africà a Zàmbia i als consellers tècnics nord-coreans. Va dirigir la seva política cap a occident per finançar el projecte d'una presa hidroelèctrica al centre de Lesotho. La seva política pro-sud-africana va ser suavitzada pel rei, que li va impedir executar una política massa favorable al govern de Pretòria.
El 14 de setembre de 1987 Lesotho va rebre la visita del Papa Joan Pau II, que va estar a punt d'acabar en una catàstrofe política, quan diversos rebels contraris al nou règim van prendre com a ostatges uns pelegrins i el seu alliberament va acabar amb l'assalt de les forces armades i un bany de sang.
Al juliol de 1989 el govern de Lesotho va emprendre una política liberalitzadora cap a l'exiliat Ntsu Mokhehle, que va ser autoritzat a tornar al país. El mateix monarca el va enviar als Estats Units a la recerca d'ajuda financera per Lesotho davant les institucions financeres internacionals per obtenir crèdits.
No obstant això, les relacions entre el general Lekhanya i el rei es van degradar sobtadament i el 19 de febrer de 1990 els partidaris del monarca van intentar acabar amb la dictadura militar. L'intent va ser un fracàs i va provocar el derrocament del rei al març, que va ser privat dels seus poders i es va exiliar. Com Moshoeshoe II inicialment es negava a tornar a Lesotho sota les noves lleis del govern que atorgaven únicament poders cerimonials al monarca, al país va ser nomenat rei el seu fill primogènit amb el nom de Letsie III. El general Lekhanya va anunciar la creació d'una Assemblea Constituent Nacional per a formular una nova constitució per Lesotho i per tornar el país a la democràcia i el govern civil al juny de 1992. No obstant això, abans de la fi de la transició democràtica, Lekhanya va ser destituït per un motí de joves oficials de l'exèrcit que van convertir Phisoane Ramaema com a Portaveu del Consell Militar. El 1992 Moshoeshoe II va tornar a Lesotho com un ciutadà civil.
A l'abril de 1993 es van celebrar a Lesotho les primeres eleccions pluralistes després de la independència, que es van saldar amb la victòria de Ntsu Mokhehle, el partit va guanyar els 65 escons de l'Assemblea Nacional. El nou govern va publicar una nova constitució que deixava al monarca sense poder executiu i li prohibia interferir en assumptes polítics. L'agost de 1994 el rei Letsie III, en col·laboració amb membres de l'exèrcit, va donar un cop d'estat, va suspendre el parlament i va nomenar un consell de govern. El país va travessar llavors una crisi política marcada pels disturbis que es va solucionar gràcies a la intervenció de Botswana, Sud-àfrica i Zimbàbue. Finalment al setembre Letsie III va restablir el govern democràtic, la constitució i el parlament i el 25 de gener de 1995 va abdicar en el seu pare Moshoeshoe II. Gairebé un any després, el gener de 1996 Letsie III va succeir legítimament al seu progenitor, que va morir en un accident de cotxe. En aquesta ocasió Letsie III va acceptar una monarquia sotmesa al parlament de Lesotho.
El 1997 les tensions dins del PCB van provocar una divisió en el partit governant, quan Ntsu Mokhehle va abandonar el partit amb dues terceres parts dels parlamentaris i va fundar el Congrés per la Democràcia de Lesotho (CDL) amb els seus seguidors. Aquest acte va permetre a Mokhelhe continuar com a primer ministre i líder del nou partit governant, relegant a PCB a l'oposició. Els membres del PCB es van negar a seguir assistint a les sessions del parlament i l'assemblea, i les tensions polítiques es van estendre a la població, provocant diversos enfrontaments. Noves eleccions van ser celebrades al maig de 1998.

Bandera nacional de Lesotho des d'octubre de 2006.

Encara que Mokhehle va completar el seu mandat com a primer ministre, per la seva precària salut no es va presentar a les noves eleccions. En aquesta ocasió va guanyar el CDL, que va aconseguir 79 dels 80 escons del nou parlament incrementat. Pakalitha Mosisili es va convertir en el primer ministre enmig d'acusacions d'irregularitats per part de l'oposició. La conclusió de la Comissió Langa, nomenada per la Comunitat de Desenvolupament Sud-africà (CDS) va analitzar el procés electoral i juntament amb diversos observadors internacionals van arribar a la conclusió que els resultats no havien estat manipulats. Malgrat aquestes conclusions l'oposició va incrementar les seves protestes al país. Aquestes protestes van culminar amb una manifestació davant el palau reial a principis d'agost de 1998 i diversos esclats de violència, saquejos, assassinats i destrucció de propietats. A principis de setembre, diversos oficials de l'exèrcit es van revoltar. El govern de Lesotho va demanar que una força militar del CDS intervingués per evitar un cop militar i va restaurar l'estabilitat al país. Amb aquest propòsit es va produir l'Operació voleies, amb la intervenció de soldats de Sud-àfrica i posteriorment de Botswana, que van entrar a Lesotho el 22 de setembre i van acabar amb la revolta militar i va restaurar el govern elegit a les urnes. Els revoltats van ser jutjats en un tribunal militar.
La força d'intervenció del CDS es va retirar de Lesotho al maig de 1999, deixant només una petita força (a la qual va contribuir Zimbabwe). Al desembre un grup intern del govern va començar a revisar l'estructura electoral de Lesotho i va dissenyar un sistema electoral proporcional per garantir el pes de l'oposició a l'Assemblea Nacional. El nou sistema mantenia els 80 escons de l'assemblea, però va afegir 40 més elegits seguint una base proporcional. Al maig de 2002 es van celebrar eleccions amb el nou sistema i el CDL va tornar a guanyar amb un 54% dels vots. No obstant això, per primera vegada els partits de l'oposició van aconseguir nombrosos escons i malgrat algunes irregularitats i amenaces de violència del Major General Lekhanya, Lesotho va celebrar unes eleccions pacífiques. Nou partits de l'oposició van ocupar els 40 escons proporcionals, destacant el PNB que va obtenir 21. El CDL va conservar els 79 escons anteriors.